# オスカー・ムーア
オスカー・ムーア（Oscar Moore、1916年12月25日 - 1981年10月8日）は、アメリカ合衆国のスウィング・ジャズ・ギタリスト。
ムーアはテキサス州に生まれ、兄ジョニー (Johnny Moore) ともどもギターを演奏するようになった。1930年代になって、一家がロサンゼルスへ移り住むと、兄弟はギタリストとして頭角を現すようになった。
ムーアは、1937年から1947年まで、ナット・キング・コールが率いたザ・ナット・キング・コール・トリオの一員を務め、当時コールが録音したほとんどすべてのレコードで演奏をしている。ムーアは優れた、影響力のあるギタリストであったが、自身はチャーリー・クリスチャンから影響を受けていた。バーニー・ケッセルは、スモール・コンボにおけるジャズ・ギタリストの役割を確立したのはムーアだったと述べたことがある。ムーアは、ライオネル・ハンプトンやアート・テイタム（1941年）、ザ・キャピトル・ジャズメン、レスター・ヤングなどともレコーディングを行なった。
コールのトリオを離れた後のムーアは、運に恵まれず、大きな成功を収めることはなかった。1947年から1950年代半ばまでは、兄ジョニー・ムーアのグループであったジョニー・ムーアズ・スリー・ブレイザーズ (Johnny Moore's Three Blazers) に加わったが、ピアニストで歌手だったチャールズ・ブラウンがグループを離れた後、グループの人気は衰えていった。1953年から1954年にかけて、ムーアはヴァーヴとタンパ（Tampa）から3枚のレコードを発表した。その後は、1965年に制作されたコールのトリビュート・アルバムに参加したのを唯一の例外として、音楽の世界を離れた。さらにその後は、ロサンゼルスに居を定め、煉瓦職人として働いていた。

## ディスコグラフィ

### リーダー・アルバム
- 『ガリヴァンティン・ギター』 - Oscar Moore Trio (1954年、Skylark) ※再発『Galivantin' Guitar』
- 『オスカー・ムーア・カルテット』 - Oscar Moore Quartet (1955年、Tampa) ※再発『The Fabulous Oscar Moore Guitar』
- 『スウィング・ギターズ』 - Swing Guitars (1955年、Norgran) ※with バーニー・ケッセル、タル・ファーロウ
- 『オスカー・ムーア・フィーチャリング・リロイ・ヴィネガー』 - Presenting Oscar Moore (1956年、Omegatape) ※with リロイ・ヴィネガー
- Have You Met Inez Jones? (featuring Oscar Moore) (1957年、Riverside)
- 『ザ・ファビュラス・オスカー・ムーア・ギター』 - In Guitar (1962年、Charlie Parker) ※再発『The Fabulous Oscar Moore Guitar』
- We'll Remember You, Nat (1966年、Surrey)

### 参加アルバム
- イリノイ・ジャケー : 『コレイツ』 - Collates (1952年、Clef/Mercury) ※10インチLP
- チャールズ・ブラウン : 『ドリフティン・ブルース』 - Drifting Blues (1957年、Score/Aladdin)
- ナット・キング・コール : The Complete Capitol Recordings of the Nat King Cole Trio (1991年、Mosaic)
- ナット・キング・コール : Hittin' the Ramp: The Early Years (2019年、Resonance)
- レスター・ヤング & バディ・リッチ : 『ザ・レスター・ヤング＝バディ・リッチ・トリオ』 - The Lester Young Buddy Rich Trio (1958年、Verve) ※with ナット・キング・コール